# Diocese de Coimbatore
A Diocese de Coimbatore (Latim:Dioecesis Coimbaturensis) é uma diocese localizada no município de Coimbatore, no estado de Tâmil Nadu, pertencente a Arquidiocese de Madras e Meliapore na Índia. Foi fundada em 3 de abril de 1845 pelo Papa Gregório XVI como Pró-Vicariato Apostólico de Coimbatore. Com uma população católica de 281.326 habitantes, sendo 2,7% da população total, possui 72 paróquias com dados de 2020.

## História
Em 3 de abril de 1845 o Papa Gregório XVI cria o Pró-Vicariato Apostólico de Coimbatore através do território do Vicariato Apostólico de Pondicherry. Em 1850 o Pró-Vicariato é elevado a vicariato apostólico ganhando parte do território do Vicariato Apostólico de Pondicherry. Em 1886 o vicariato é elevado a Diocese de Coimbatore. Em 1923 a Diocese de Coimbatore juntamente com a Diocese de Mangalore e a Diocese de Mysore perdem território para a formação da Diocese de Calicute. Em 2013 a Diocese de Coimbatore juntamente com a Diocese de Calicute perdem território para a formação da Diocese de Sultanpet.

## Lista de bispos
A seguir uma lista de bispos desde a criação do pró vicariato em 1845. Em 1850 é elevado a vicariato e em 1886 a diocese. 
|                          | Nome                            | Período      | Notas                                |
| Bispos                   | Bispos                          | Bispos       | Bispos                               |
| ------------------------ | ------------------------------- | ------------ | ------------------------------------ |
| 9º                       | Thomas Aquinas Lephonse         | 2002 - atual |                                      |
| 8º                       | Ambrose Mathalaimuthu           | 1979 - 2002  |                                      |
| 7º                       | Manuel Visuvasam                | 1972 - 1979  | Faleceu no cargo                     |
| 6º                       | Francis Xavier Muthappa         | 1949 - 1971  | Faleceu no cargo                     |
| 5º                       | Ubagaraswani Bernadotte         | 1940 - 1949  | Faleceu no cargo                     |
| 4º                       | Marie Tournie, M.E.P.           | 1932 - 1938  | Nomeado bispo de Ipsus, Turquia      |
| 3º                       | Augustine-Antoine Roy, M.E.P.   | 1904 - 1930  | Nomeado bispo de Citharizum, Turquia |
| 2º                       | Jacques-Denis Peyramale, M.E.P. | 1903         | Faleceu no cargo                     |
| 1º                       | Etienne Bardou, M.E.P.          | 1886 - 1903  | Faleceu no cargo                     |
| Vigários apostólicos     |                                 |              |                                      |
| 3º                       | Etienne Bardou, M.E.P.          | 1874 - 1886  | Nomeado bispo dessa diocese          |
| 2º                       | Claude-Marie Dépommier, M.E.P.  | 1865 - 1873  | Faleceu no cargo                     |
| 1º                       | Melchior Brésillac, S.M.A.      | 1850 - 1855  | Faleceu no cargo                     |
| Pró-vigários apostólicos |                                 |              |                                      |
| 1º                       | Melchior Brésillac, S.M.A.      | 1845 - 1850  | Nomeado vigário apostólico daqui     |